# Carpinus kawakamii
Carpinus kawakamii — вид квіткових рослин з родини березових. Поширення: Південно-східний Китай, Тайвань.

## Біоморфологічна характеристика
Це дерево; кора темно-сіра. Гілочки коричневі, голі або рідко запушені. Черешок 0.8–1.5 см, рідко запушений. Листова пластинка овальне-ланцетна або довгасто-ланцетна, 4–5 × 1.8–2.5 см, знизу рідко ворсинчаста вздовж жилок, зверху рідко запушена в молодому віці, гола, основа майже закруглена або майже серцеподібна, іноді нерівномірна, край регулярно і подвійно пилчастий, іноді просто пилчастий дистально, верхівка загострена або хвостато-загострена; бічні жилки 10–15 з кожного боку від середньої жилки. Жіноче суцвіття 4–6 × 2–2.5 см. Горішок широкояйцеподібний, ≈ 3 мм, рідко смолистий залозистий, густо ворсинчастий на верхівці, 6-ребристий. Цвітіння травень і червень, плодіння липень і серпень.

## Середовище
Населяє сонячні місця в субтропічних лісах; 500–2000 метрів